# Хипофиза
Хипофиза је мала (око 1cm) ендокрина жлезда на бази мозга, у коштаном удубљењу названом “турско седло” (sella turcica). Хипофиза лучи хормоне под дејством хипоталамуса, са којим је и спојена преко питуитарне петељке, затим аутономног нервног система и повратне спреге ендокриних жлезда на које делује. Некада је хипофиза називана “газдом” у ендокрином систему, управо због тога што многобројни хормони који у њој настају, регулишући рад других ендокриних жлезда, утичу на велики број разноврсних физиолошких процеса. Данас, када је откривено да рад хипофизе зависи од хормона који до ње доспевају из хипоталамуса, не може се више употребљавати овај епитет. Неки научници су чак склони да хипофизу сада зову “слугом” хипоталамуса, потенцирајући тиме значај сигнала који долазе из мозга и преко хипоталамуса регулишу рад хипофизе. Међутим, имајући у виду да неке ендокрине жлезде уопште не стоје под регулаторном улогом ни хипоталамуса ни хипофизе, није правилно употребљавати ниједан од поменутих епитета. 
Хипофиза је физиолошки подељена на два режња: предњи - аденохипофизу и задњи неурохипофизу, између којих се налази мало, код људи готово закржљало подручје - средњи део (pars intermedia). Два режња су различитог ембрионалног порекла: аденохипофиза потиче од ћелија епитела ждрела, док неурохипофиза настаје из нервног ткива хипоталамуса.

## Аденохипофиза
У аденохипофизи се синтетишу хормони од којих један број утиче на рад других ендокриних жлезда, подстичући њихову активност (тропни хормони), док друга група хормона остварује директне физиолошке ефекте у својим циљним ткивима (метаболички хормони). У прву групу спадају:
- аденокортикотропин, који контролише лучење неких хормона коре надбубрежне жлезде (пре свега кортикостероида), који утичу на метаболизам глукозе, беланчевина и масти;
- тиреотропин, који стимулише рад тиреоидне жлезде и синтезу њених хормона тироксина и тријодтиронина, а они контролишу интензитет хемијских реакција код већине телесних ћелија;
- гонадотропни хормони - фоликостимулирајући (FSH) и лутеотропни (LH), који регулишу рад мушких и женских гонада, и то тако што под утицајем FSH настају полне ћелије (јајне ћелије и сперматозоиди), а под утицајем LH одговарајући женски и мушки хормони.

У групу метаболичких хормона спадају:
- хормон раста, који покреће раст целог тела деловањем на стварање протеина, ћелијску деобу и диференцијацију;
- пролактин, који покреће развој млечних жлезда и производњу млека.

Аденохипофиза је специфична по томе што садржи неколико различитих врста ћелија за стварање и лучење хормона, па тако за сваки хормон у аденохипофизи обично постоји једна врста ћелије. 30-40% ћелија аденохипофизе луче хормон раста, док је 20-так посто задужено за аденокортикотропин. Иако је број ћелија које луче остале хормоне знатно мањи, реч је о врло потентним хормонима који контролишу битне активности организма, као што су полне функције и рад штитне жлезде.
Сваки хормон хипофизе има сбој одговарајући хормон који настаје у хипоталамусу и путем крви доспева до ћелија хипофизе. Ти хормони углавном стимулишу рад хипофизе, али има и оних који је инхибирају. Називају се ослобађајући хормони јер се под њиховим дејством повећава излучивање хормона хипофизе. Ослобађајући хормони носе имена која указују на везу са њиховим циљним хормоном: кортикотропни ослобађајући хормон, тиреотропни ослобађајући хормон и гонадотропни ослобађајући хормон. Недавно су откривени ослобађајући хормони и за хормон раста и пролактин, а постоје и они који их инхибирају.

## Неурохипофиза
Неурохипофиза остварује везу са хипоталамусом преко нервних влакана чија су тела смештена у хипоталамусу. У њима су смештена два хормона:
- антидиуретски хормон (вазопресин), који контролише излучивање воде путем мокраће, помажући тако у концентрацији воде у телесним течностима. Поремећен метаболизам вазопресина доводи до тешке болести инсипидног дијабетеса;
- окситоцин, који омогућава истицање млека од жлезда у дојци до брадавица током сисања и потпомаже рођењу детета на крају гестације тако што изазива контракцију мишића материце.

Хормони неурохипофизе стварају се у телима ћелија хипоталамуса, до које се преносе аксоплазмом нервних влакана.
Поремећај лучења хипофизе доводи до бројних патолошких стања, као што су гигантски и патуљаст раст, акромегалија, инсипидног дијабетеса, панхипопитуризма.